# Cortina sulla Strada del Vino
Kurtinig (Cortina) tiếng Ý: Cortina sulla strada del vino; tiếng Đức: Kurtinig an der Weinstraße; Archaic (1276AD): Cortinegum, cũng gọi là Cortinie hay Curtinie; tiếng Latin: Curtis) là một đô thị ở tỉnh ] Bolzano-Bozen trong vùng Trentino-Alto Adige/Südtirol của Ý, có vị trí cách khoảng 25 km về phía đông bắc của thành phố Trento và khoảng 30 km southwest of thành phố Bolzano (de. Bozen). Tại thời điểm ngày 31 tháng 12 năm 2004, đô thị này có dân số 606 người và diện tích là 2,0 km².
Kurtinig (Cortina) giáp các đô thị: Margreid (Magrè), Neumarkt (Egna), và Salorno.